# Emmitsburg
Emmitsburg ist eine Town im Frederick County im US-Bundesstaat Maryland. Das U.S. Census Bureau hat bei der Volkszählung 2020 eine Einwohnerzahl von 2770 auf einer Fläche von 3,0 km² ermittelt.  
Die Gemeinde liegt direkt an der Mason-Dixon-Linie an der Grenze zum US-Bundesstaat Pennsylvania. Gegründet wurde Emmitsburg 1785. In Emmitsburg befindet sich das Mutterhaus der Sisters of Charity mit dem Grab von Elisabeth Anna Bayley Seton. Hier hat auch die Mount St. Mary’s University und die National Fire Academy ihren Sitz. Emmitsburg hat auch eine eigene Zeitung, die The Emmitsburg Dispatch. Der gegenwärtige Bürgermeister ist James E. „Jim“ Hoover.